# Miroslav Blažević
Miroslav Blažević, född 10 februari 1935 i Travnik i Jugoslavien (i nuvarande Bosnien och Hercegovina), död 8 februari 2023 i Zagreb, Kroatien, var en jugoslavisk och sedermera bosnien-kroatisk fotbollsspelare och tränare. Han ledde kroatiska herrlandslaget till brons i VM 1998. Han var också förbundskapten för Bosnien och Hercegovinas herrlandslag.